# Children of Blood and Bone
Children of Blood and Bone é um futuro filme de fantasia americano dirigido por Gina Prince-Bythewood, baseado no romance homônimo de Tomi Adeyemi. Estrelado por Thuso Mbedu, Amandla Stenberg, Damson Idris, Tosin Cole, Viola Davis, Cynthia Erivo, Idris Elba, Lashana Lynch e Chiwetel Ejiofor.

## Elenco
- Thuso Mbedu como Zelie
- Amandla Stenberg como Princesa Amari
- Damson Idris como Príncipe Inan
- Tosin Cole como Tzain
- Viola Davis como Mama Agba
- Cynthia Erivo como Admiral Kaea
- Idris Elba como Lekan
- Lashana Lynch como Jumoke
- Chiwetel Ejiofor como Rei Saran

## Produção
Antes da sua publicação, os direitos de Children of Blood and Bone foram adquiridos pela Fox 2000 Pictures e Temple Hill Productions. Tomi Adeyemi apreciou o trabalho que a Fox 2000 e a Temple Hill fizeram na produção de Com Amor, Simon e que eles eram os estúdios adaptando O Ódio Que Você Semeia para o cinema. Em fevereiro de 2019, Rick Famuyiwa foi anunciado como diretor.
No entanto, depois que a Disney adquiriu a maioria da 21st Century Fox, o que resultou no fechamento da Fox 2000, o projeto foi transferido para a Lucasfilm, marcando o primeiro projeto original em live-action do estúdio desde sua aquisição pela Disney em 2012. Kay Oyegun (conhecida por seu trabalho na série de comédia dramática da NBC, This Is Us) também foi contratada para escrever o roteiro do filme. Em setembro de 2019, enquanto conversava com o The Hollywood Reporter, Alan Horn revelou que Kathleen Kennedy estava de fato trabalhando com a presidente do estúdio irmão, 20th Century Fox, Emma Watts, no desenvolvimento do filme. Em dezembro de 2020, Kennedy anunciou que a Lucasfilm coproduziria o filme com a 20th Century Studios.
Em janeiro de 2022, a Paramount Pictures adquiriu os direitos com um lançamento nos cinemas garantido, com a Temple Hill Entertainment produzindo com a Sunswept Entertainment. Adeyemi seria roteirista e produtora executiva. De acordo com o The Hollywood Reporter, Adeyemi ficou insatisfeita com o ritmo dos esforços de adaptação da Lucasfilm e pediu para atuar como roteirista, um pedido que a Lucasfilm recusou. Como a Lucasfilm queria se concentrar em suas próprias propriedades intelectuais, como Star Wars, Indiana Jones e Willow, ela e a 20th Century Studios permitiram que os direitos do filme Children of Blood and Bone caducassem no final de 2021. Em dezembro de 2023, Gina Prince-Bythewood foi anunciada como diretora e roteirista.
Em janeiro de 2025, Thuso Mbedu, Amandla Stenberg, Damson Idris, Tosin Cole, Cynthia Erivo, Chiwetel Ejiofor, Lashana Lynch, Idris Elba e Viola Davis se juntaram ao elenco.

## Lançamento
Children of Blood and Bone está agendado para ser lançado em 15 de janeiro de 2027 nos Estados Unidos, pela Paramount Pictures.